# Андреа Севідж
Андреа Крістен Севідж (англ. Andrea Kristen Savage; нар. 20 лютого 1973) — американська акторка, комедіантка, сценаристка й кінорежисерка. Відома ролями в комедійному телешоу «Собака кусає людину» (2006) каналу Comedy Central, комедійному фільмі «Зведені брати» (2008), пародійному реаліті-шоу «Гарячі дружини» (2014-2015) каналу Hulu, комедії «Віцепрезидентка» (2016-2017) каналу HBO та в комедійному серіалі «Мені шкода» (2017-2019) каналу TruTV.

## Раннє життя
Андреа Севідж народилася в Санта-Моніці, Каліфорнія, в родині Шерон Лі (до шлюбу Крісті) та Річарда Севіджа. Має єврейське походження (ашкеназі) та частково грецьке — по діду за материнською лінією. Першу роль зіграла в шкільному мюзиклі «Мейм».
Закінчила Корнелльський університет, в якому вивчала державне управління та право.
Почала виступати у стендапі в різних закладах Лос-Анджелеса: The Improv, The Comedy Store, The Ice House тощо.

## Кар'єра
Акторську кар'єру розпочала роллю Ренати Варґас, бразильської школярки за обміном, у серіалі «Школа Світ-Веллі». Незабаром після цього приєдналася до трупи театру «Граундлінгс» (Лос-Анджелес).
У 2004-2006 роках отримала головні ролі: Челкі в телесеріалі «Важливі інші» та Тіллі Салліван у фільмі «Собака кусає людину».. Згодом зіграла невелику роль у «Зведених братах» разом із Віллом Ферреллом, після чого відбувся комедійний тур із Ферреллом, Заком Галіфіанакісом, Деметрі Мартіном та Ніком Свордсоном. У 2008 році вийшов комедійний фільм-імпровізація «Гранд», де Севідж знялася з Вуді Гаррельсоном.
Після відпустки у зв'язку з народженням дитини знялася у 2010 році в невеликій ролі у фільмі «Вечеря з придурками», а також у пілотних серіях телешоу «Лас-Вегас-Стріп» для NBC та «Вілфред» для FX. У цей же час Севідж знялася у серії власних короткометражних сюжетів для шоу «Funny or Die Presents» каналу HBO про вагітну жінку, яка намагається знайти випадкового сексуального партнера, та в серіалі «Відтворення справжніх розмов із дамських кімнат Голлівуду». Крім того, Севідж з'явилася в культовому проєкті каналу Starz «Майстри вечірок», де мала грати головну роль Кейсі Кляйн, але через вагітність акторки цю роль отримала Ліззі Каплан.
У наступні роки Севідж працювала як авторка пілотних сценаріїв для каналів Comedy Central, Fox Studios і NBC та знялася разом із Гіларі Свенк у фільмі «Ти не ти» (2014).
Режисерський дебют відбувся 2012 року, коли вона зняла сатиричний фільм, соціальну рекламу «Republicans, Get in My Vagina», для якого вона написала сценарій і також виконала головну роль разом із Кейт Бекінсейл і Джуді Грір.
У 2013 році писала сценарії телешоу для ABC/Sony, Comedy Central, NBC тощо. Крім того, акторка з'являлася в популярних комедійних телесеріалах: «Американська сімейка», «Оселя брехні», «Ліга».
У 2014—2015 роках вийшов серіал Hulu «Гарячі дружини» із Севідж у головній ролі. У серіалі-пародії на шоу The Real Housewives каналу Bravo також знімалися Даніель Шнайдер, Тимберлі Гілл, Анжела Кінсі, Крістен Шаал, Кейсі Вілсон.
У 2016 році вона почала з'являтися в серіалі «Відепрезидентка» як сенаторка, а потім як президент Лора Монтес.
У 2017 році вона створила напівавтобіографічну комедію «Мені шкода» для каналу TruTV, в якій також виконала головну роль. Прем'єра серіалу відбулася 12 липня 2017 року.
У 2019 році Севідж запустила подкаст «Andrea Savage: A Grown-Up Woman #buttholes». З квітня 2020 року подкаст був перерваний. 
У 2022 році вона зіграла роль Стейсі Біл разом із Сильвестром Сталлоне в серіалі «Король Талси» на Paramount+, який швидко продовжили на другий сезон. Того ж року вона також зіграла головну роль у Look Both Ways на Netflix і Beavis and Butt-Head Do the Universe для Paramount+.

## Основна фільмографія
- 1996—1997 — Школа Світ-Веллі (телесеріал) / Рената Варгас
- 2004 — Significant Others (сітком) / Челсі
- 2006 — Собака кусає людину (телесеріал) / Тіллі Салліван
- 2007 — Гранд / Рене Дженсен
- 2008 — Зведені брати / Деніз
- 2009 — Бет Купер, я кохаю тебе / д-рка Глісон
- 2010 — Майстри вечірок (телесеріал) / Енні Легрос (1 епізод)
- 2010 — Вечеря з придурками / Робін
- 2010 — Лас-Вегас-Стріп (телефільм) / Джекі
- 2010-2011 — Funny or Die Presents (телешоу) / різні ролі
- 2011 — Життя трапляється / Петті
- 2011 — Американська сімейка (сітком) / Голлі (1 епізод)
- 2011-2012 — Життя та пригоди Тіма (мультсеріал) / озвучення
- 2012 — Оселя брехні (телесеріал) / Бренда (1 епізод)
- 2012 — Republicans, Get in My Vagina (відео)
- 2014 — Американський тато! (мультсеріал) / озвучення
- 2014 — Гарячі дружини Орландо (телесеріал) / Вероніка фон Вандервон
- 2014 — Ти не ти / Елісса
- 2012-2014 — Ліга (телесеріал) / Ґейл
- 2015 — Кохання без зобов'язань / Наомі
- 2015 — Гарячі дружини Лас-Вегаса (телесеріал) / Іванка Сілверсен
- 2016 — П'яна історія (телесеріал) / письменниця Адді Черрі (1 епізод)
- 2016-2017 — Я — зомбі (телесеріал) / Вів'єн Столл
- 2017 — Операція «Казино» / Лора
- 2015-2017 — Епізоди / Гелен Баш
- 2017 — Угамуй свій запал (телесеріал) / Ронда (1 епізод)
- 2018 — Літо — це маленьке життя / Шіра Вінкл
- 2018 — Бургери Боба (мультсеріал) / озвучення
- 2017-2019 — Мені шкода / Андреа
- 2016-2019 — Віцепрезидентка (телесеріал) / Лора Монтес
- 2021 — Ґолдберги (сітком) / деканка Мартін (1 епізод)
- 2021 — The Freak Brothers (анімаційне телешоу) / Гарпер Світцер
- 2022 — Бівис і Баттхед вставляють Всесвіту (мультфільм) / Серена Раян (голос)
- 2022 — Дивись в обидва боки / Тіна Беннетт
- 2022-2023 — Король Талси (телесеріал) / Стейсі Біл